# Glyphoderus monticola
Glyphoderus monticola là một loài bọ cánh cứng trong họ Bọ hung (Scarabaeidae).